# Leo Plettner
Leo Plettner (* 1. Dezember 1940 in Großkrotzenburg; † 22. März 2022 in Bremerhaven) war ein deutscher Dirigent und Hochschullehrer.

## Biografie
Plettner studierte nach seinem Abitur die Fächer Klavier, Kammermusik und Dirigieren an der Hochschule für Musik und Darstellende Kunst in  Frankfurt am Main. Nach Abschluss des Studiums erhielt er seine erste Stelle als Korrepetitor an den Städtischen Bühnen Mainz. Er setze seine künstlerische Karriere als Kapellmeister an den Städtischen Bühnen Essen und am Theater Hagen sowie am Stadttheater Darmstadt. 1978 wurde Plettner zum Generalmusikdirektor am Stadttheater Bremerhaven ernannt und damit zum Chefdirigent des Städtischen Orchester Bremerhaven. Dieses Amt übte er bis 2000 aus.

### Musikpädagoge
Neben seiner Orchestertätigkeit war Plettner auch als Musikpädagoge tätig. Von 1972 bis 1977 war er als Lehrbeauftragter im Bereich Operngesang an der Folkwang Hochschule in Essen tätig. 1986 wurde er zum ordentlichen Professor an die Universität für Musik und darstellende Kunst Wien berufen. Er unterrichtete bis zu seiner Emeritierung 2009 Musikalische Leitung der musikdramatischen Darstellung  am Institut für Gesang und Musiktheater.